# 自然の印象
自然の印象（しぜんのいんしょう、伊: Impressioni dal Vero）は、ジャン・フランチェスコ・マリピエロが1910年から1922年にかけて作曲した、三部作で構成された管弦楽曲。
オットリーノ・レスピーギが作曲したローマ三部作（ローマの松、ローマの噴水、ローマの祭り）と同じく4つの部分により構成されるが、ローマ三部作と違い更に幾つかに分けられているのが特徴である。

## 楽曲構成

### 第1部
1911年に作曲され、1913年5月15日にスカラ座にてアレクサンダー・ビルンバウムにより初演された。3つの部分で構成され、鳥の鳴き声およびそれに基づく自然描写を題材としている。演奏時間は約8分。
第1曲 うぐいす
イタリア語: Il Capinero
クラリネットにより現れるウグイスの動機は、形を変えながら発展していく。
第2曲 木つつき
イタリア語: Il Picchio
キツツキの木を叩く動作をモチーフとしたスケルツォ的な曲。
第3曲 ふくろう
イタリア語: Il Chiu
フクロウの鳴き声に弱音器付きの弦が呼応する夜想曲風の曲。

### 第2部
1914年から1915年にかけて作曲され、1917年にローマにてアントニオ・グァルニエリにより初演された。演奏時間は約22分。
第1曲 鐘の対話
イタリア語: Colloquio di Campane
鐘の音に管弦楽が呼応するのどかな曲。
第2曲 糸杉と風
イタリア語: I Cipressi e il Vento
弦が微風の囁きを思わせる幻想的な曲だが、作曲者によれば標題を基に思考を巡らすのであればこれを無視しても良いとしている。
第3曲 田舎の祭り
イタリア語: Baldoria campestre
タイトル通り祭りをテーマとした舞曲調の民族的な曲。

### 第3部
1922年にパロマで完成された。作曲者によれば自然を単に描写したわけではなく、自然から感じたエコーであるとしている。なお全曲とも南イタリアナポリの観光地をモチーフとしている。演奏時間は約8分。
第1曲 地獄谷の祭り
イタリア語: Festa in Val d' Inferno
ナポリ東南に存在する地獄谷をモチーフとした、バッソ・オスティナートを駆使した曲。
第2曲 イ・ガリ
イタリア語: I Gali
ナポリ湾の伝説的な島、イ・ガリをモチーフとしており、弦が夜想曲的な世界観を作り上げている。
第3曲 カプリ島のタランテラ
イタリア語: La Tarantella capri
カプリ島がモチーフ。作曲者が同地で聞いた古来より伝承されるタランテラ舞曲に驚き、「自然の印象」第3部の3曲目に同舞曲を再現したものを取り入れたという。